# 羅傑·蓋爾

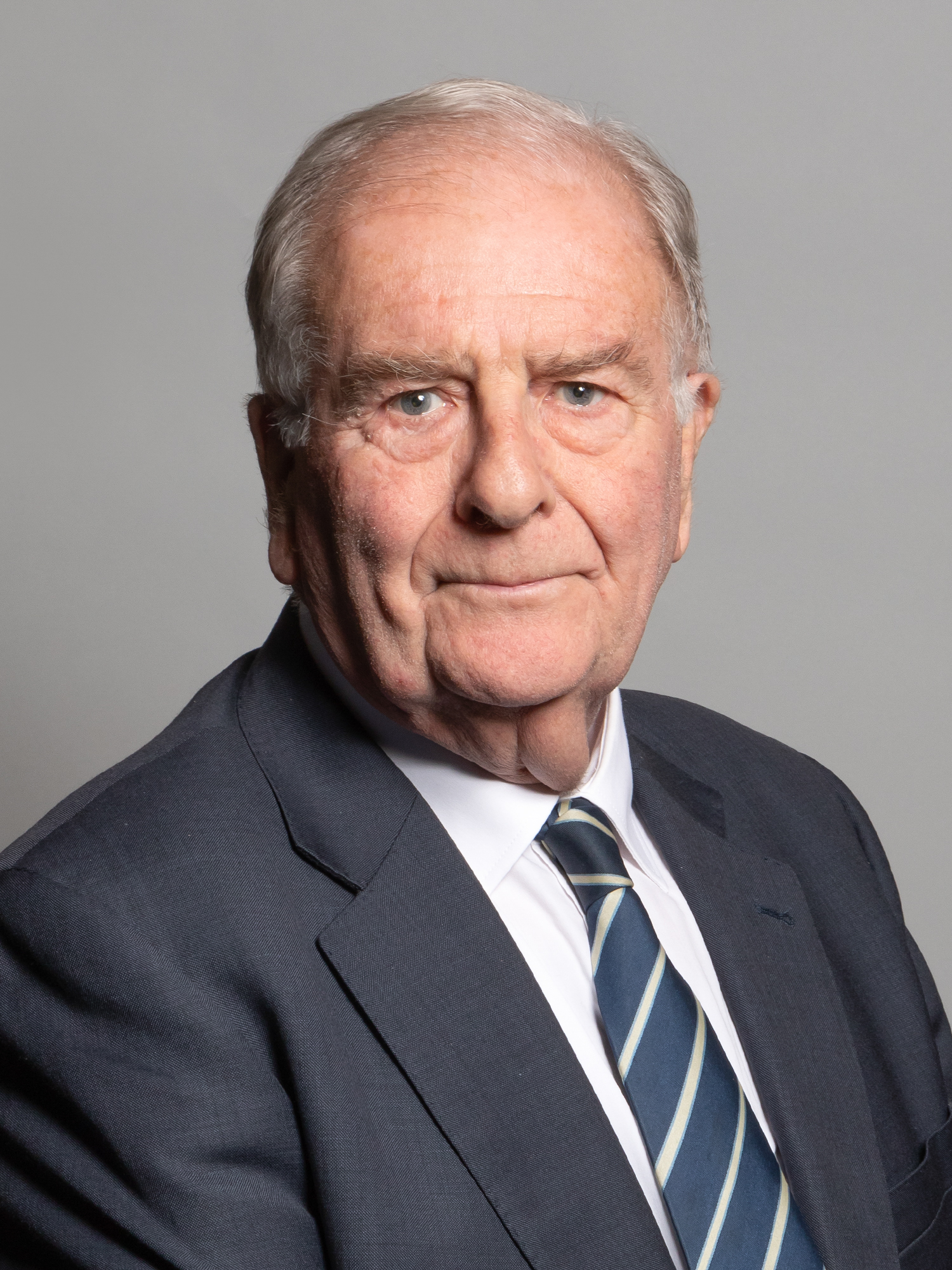

羅傑·詹姆士·蓋爾爵士（英語：Sir Roger James Gale，1943年8月20日—），英格蘭保守黨政治人物。自1983年開始，他擔任北賽尼特選區選出的英國下議院議員。他在1964年加入保守黨。

## 谴责中国政府
2020年9月8日在工党希柏恩·麦克唐纳的协调下，与包括英国保守党外交事务委员会主席托马斯·图根达特、自由民主党领袖爱德·戴维，以及英国绿党、苏格兰民族党和威尔士党在内的130多名议员给中国驻英大使刘晓明写信，联名谴责中国政府针对新疆维吾尔穆斯林的行为。